# Junker-Hansen-Turm

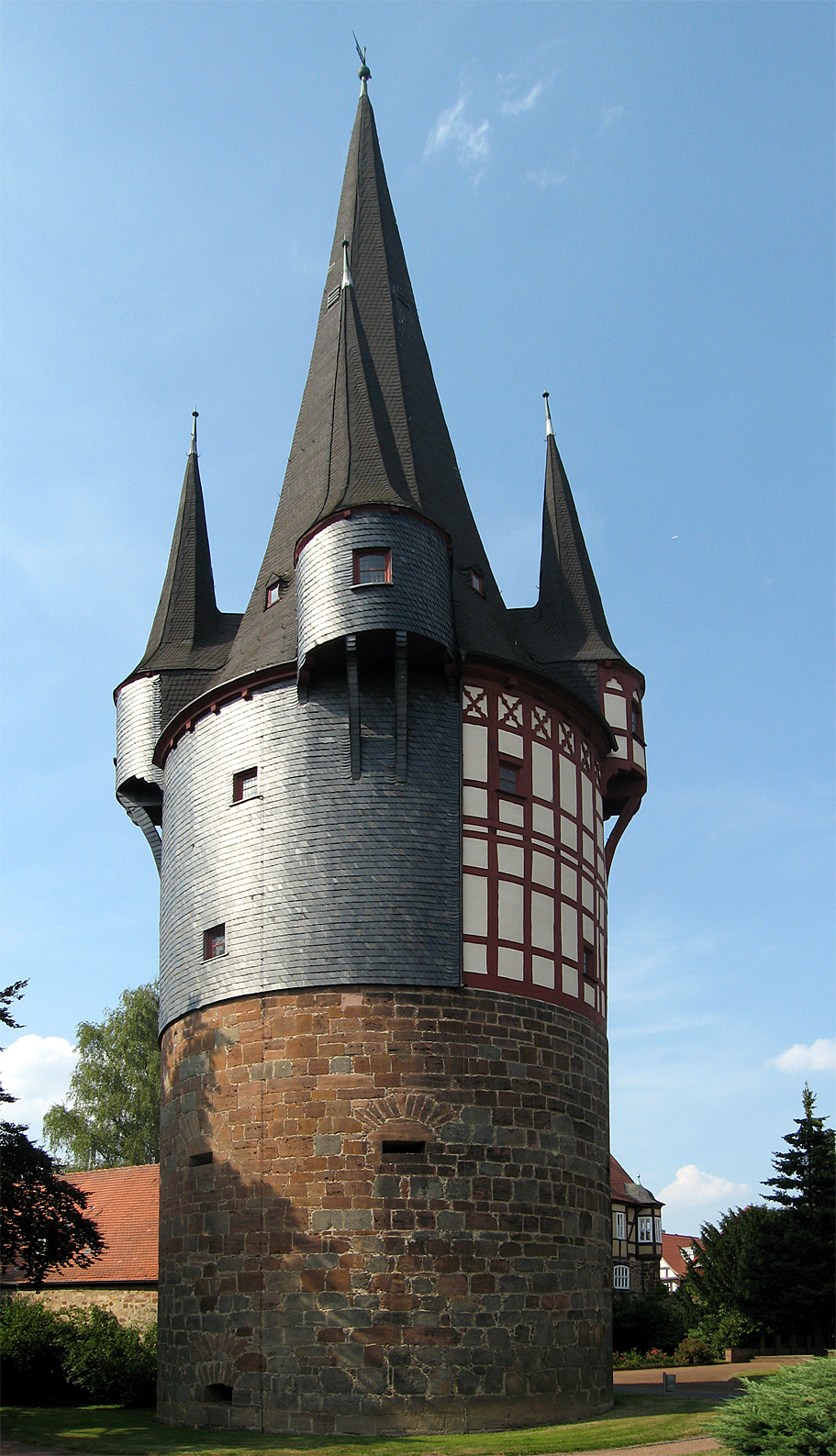
Junker-Hansen-Turm

Der Junker-Hansen-Turm ist ein denkmalgeschützter, ab 1481 errichteter Batterieturm der ehemaligen Stadtbefestigung von Neustadt im mittelhessischen Landkreis Marburg-Biedenkopf. Das Wahrzeichen von Neustadt gilt als größter erhaltener Fachwerkrundbau der Welt.

## Beschreibung

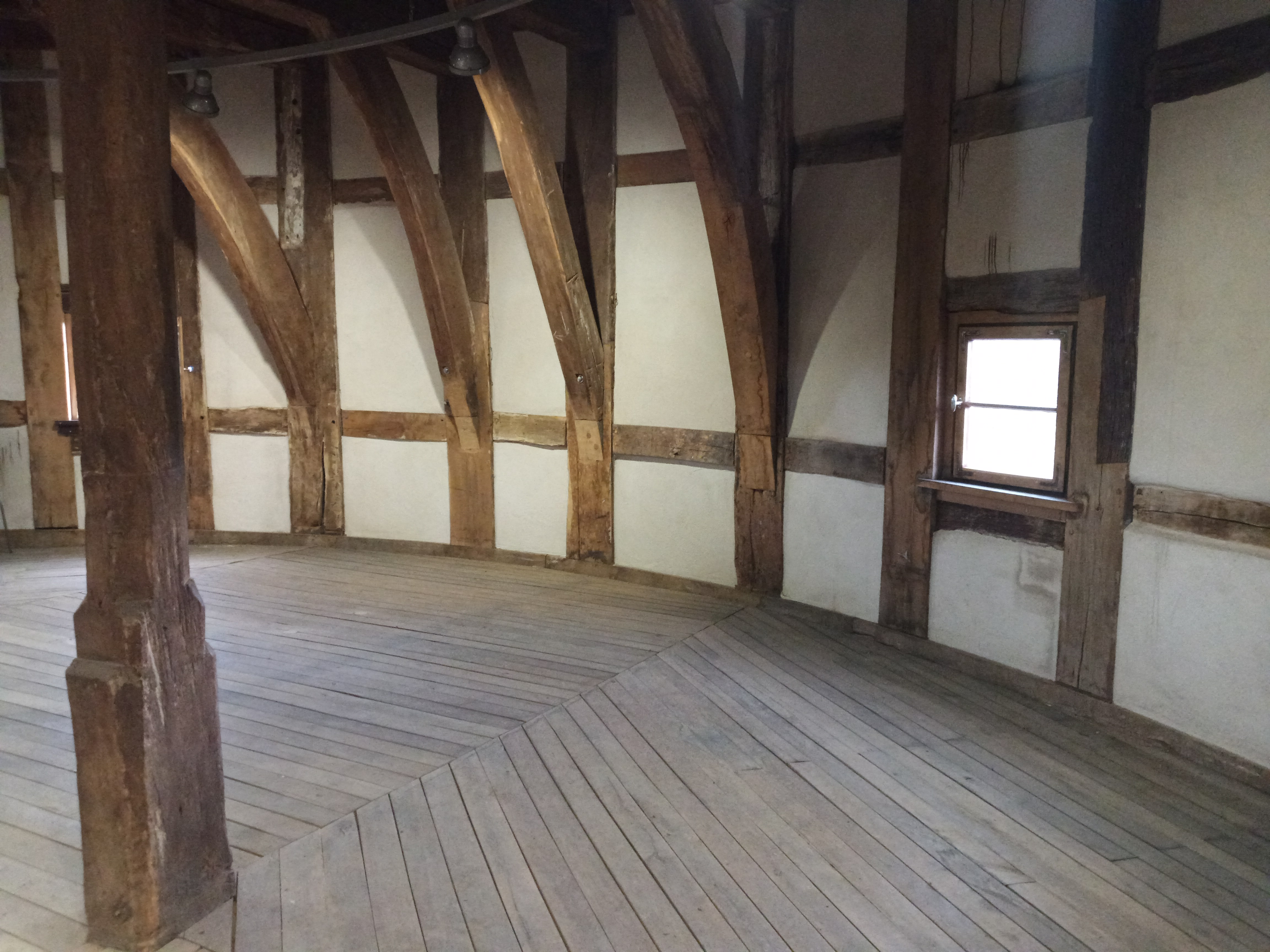
Erstes Fachwerk-Geschoss

Zur Verteidigung des Schlosses Dörnberg und der Stadt wurde als Teil der Stadtbefestigung zwischen 1481 und 1484 vom landgräflichen Baumeister Hans Jakob von Ettlingen ein Wehrturm mit Schießscharten errichtet, der nach dem Bauherrn, dem oberhessischen Hofmeister Hans von Dörnberg (1427–1506), benannt wurde. Der Turm hat eine Höhe von 48,80 und einen Durchmesser von 12,60 Metern.
Auf dem runden, zweigeschossigen, steinernen Batterieturm erheben sich zwei Geschosse für Wohnungen aus Holzfachwerk mit eng gereihten Ständern ohne Streben. Sie sind mit einem achtseitigen, spitzen Helm bedeckt sind, der von vier halbrunden Wichhäuschen flankiert wird. Während der Fachwerkaufbau noch an spätmittelalterliche Burgen erinnert, „schützt sein steinerner Unterbau mit mehr als drei Meter dicken Wänden bereits vor den Feuerwaffen der Neuzeit.“  Die technikhistorisch bedeutsame Holzkonstruktion des Gebäudes ist ein herausragendes Beispiel für die im Spätmittelalter dominierende neue Rähmbauweise.
An die mit dem Geschützturm verzahnte Mauer angelehnt befinden sich zwei Anbauten des Schlosses, das westliche ist ein spätmittelalterlicher Massivbau, der im 20. Jahrhundert verändert wurde.
Der Turm, der mit 90 Prozent der Bausubstanz im Original erhalten ist, befindet sich im Besitz des Landes Hessen und in Verwaltung der Staatlichen Schlösser und Gärten Hessen. Im Innern des Turms gibt es eine Dauerausstellung zu den Entstehungsumständen und der Baugeschichte des Turms. 2021 wurde er nach mehrjähriger Sanierung, in der das Dach, die Dachschalung, die Regenfallrohre, die Dachrinnen, die Wasserspeier sowie der Blitzschutz erneuert wurden, wieder eröffnet.